# Выемка (земляные работы)
Выемка — земляное сооружение, выполненное путём срезки грунта по заданному профилю.
При выемке вся поверхность земляного полотна расположена ниже поверхности земли. Объём выемки, заключённой между профилями, определяются по правилам геометрии, принимая поверхность земли между смежными профилями за косую плоскость.

## Классификация
Существует несколько типов выемок:
- раскрытая — мелкая выемка, устраиваемая с пологими откосами (более 1:10) для облегчения переноса через неё снега ветровым потоком;
- разделанная под насыпь — выемка с пологими откосами и боковыми резервами, устраиваемая для уменьшения заносимости её снегом;
- глубокая — выемка глубиной более 12 метров в глинистых, песчаных или крупнообломочных грунтах (более 16 метров — в скальных грунтах).

## Заносы снегом
Заносы дорог (пути) снегом образуются преимущественно в выемках, где полотно дороги (пути) углублено сравнительно с окружающею местностью. Несомый ветром снег, попадая в более спокойную полосу воздуха, теряет свою скорость и складывается за гребнем откоса. Выемки неглубокие, до двух метров, заносятся весьма быстро, глубокие выемки — медленно, выемки глубже 8 метров — заносятся редко.